# Гаммонд (містечко, Вісконсин)
Гаммонд (англ. Hammond) — місто (англ. town) в США, в окрузі Сент-Круа штату Вісконсин. Населення — 2565 осіб (2020).

## Демографія
Згідно з переписом 2010 року, у місті мешкали 2102 особи в 698 домогосподарствах у складі 592 родин. Було 730 помешкань
Расовий склад населення:
| - 97,3 % — білих - 1,0 % — азіатів - 0,3 % — чорних або афроамериканців - 0,1 % — корінних американців |

До двох чи більше рас належало 0,8 %. Частка іспаномовних становила 1,0 % від усіх жителів.
За віковим діапазоном населення розподілялося таким чином: 31,7 % — особи молодші 18 років, 61,4 % — особи у віці 18—64 років, 6,9 % — особи у віці 65 років та старші. Медіана віку мешканця становила 33,8 року. На 100 осіб жіночої статі у місті припадало 105,7 чоловіків;  на 100 жінок у віці від 18 років та старших — 106,5 чоловіків також старших 18 років.
Середній дохід на одне домашнє господарство  становив 105 946 доларів США (медіана — 95 921), а середній дохід на одну сім'ю — 109 999 доларів (медіана — 101 190). Медіана доходів становила 61 214 долари для чоловіків та 52 117 доларів для жінок. За межею бідності перебувало 2,3 % осіб, у тому числі 0,6 % дітей у віці до 18 років та 4,5 % осіб у віці 65 років та старших.
Цивільне працевлаштоване населення становило 1187 осіб. Основні галузі зайнятості: освіта, охорона здоров'я та соціальна допомога — 26,6 %, виробництво — 16,3 %, будівництво — 10,4 %, мистецтво, розваги та відпочинок — 9,4 %.